# Germaine Acremant
Œuvres principales
Germaine Acremant (13 juin 1889 à Saint-Omer, Pas-de-Calais - 24 août 1986 à Neuilly-sur-Seine, Hauts-de-Seine), est une romancière française.
Son œuvre la plus connue est son premier roman Ces dames aux chapeaux verts, une  satire de la vie provinciale parue en 1921.
Elle a reçu en 1943 le prix Alice-Louis Barthou de Académie française .

## Biographie
Germaine Fanny Marie Joséphine Poulain, est la troisième enfant et la seule fille d'Édouard Poulain, médecin à Saint-Omer (Pas-de-Calais), rue de Valbelle, où elle est née en 1889. Son père est âgé de 39 ans, sa mère Jeanne Marie Florentine Fanny Bonvoisin de 33 ans. Élève au pensionnat des Ursulines, elle termine en Écosse, à Dumfries, au Benedictine Convent de Corbelly Hill, ses études commencées dans sa ville natale. Elle se marie à Saint-Omer le 23 octobre 1911 avec Albert Acremant (1882-1942) qui sera le directeur littéraire du journal Excelsior à Paris et collaborera aux opérettes de Vincent Scotto. Elle a un fils, Jacques Acremant, artiste peintre et illustrateur.
C'est pendant la guerre de 1914-1918, pendant laquelle son frère Pierre Poulain (1887-1914) est tué, que l'idée d'écrire, pour se divertir, vient à cette jeune femme pratiquant le sport et l'aquarelle. 
Son coup d'essai en littérature lui vaut la notoriété  : la Société des gens de lettres lui attribue le prix Nelly Lieutier en 1921 pour son roman Ces dames aux chapeaux verts, alors pas encore édité, satire de la vie provinciale. Elle en tire avec son mari, Albert, une comédie à succès. Jouée mille fois au théâtre Sarah Bernhardt, maintes fois réédité (plus de 1,5 million d'exemplaires, traduit en 25 langues), elle est adaptée au cinéma par le réalisateur André Berthomieu en 1929, par Maurice Cloche en 1937, par Fernand Rivers en 1949 (un film muet, deux parlants) puis à la télévision en 1979 par André Flédérick (avec Micheline Presle-Telcide et Odette Laure-Rosalie), pour une diffusion en 1982. Germaine Acremant attend près de cinquante ans pour donner une suite à son premier roman. 
Elle en publie entre-temps beaucoup d'autres (une trentaine environ), dont la plupart se passent dans le Nord de la France, de Saint-Omer à Étaples, des collines de l'Artois aux plages du Touquet, en passant par Boulogne-sur-Mer. 
Sa ville natale accueille mal Ces dames aux chapeaux verts, y voyant la source d'une notoriété de mauvais aloi. Le roman décrit la vie étriquée d'une petite ville provinciale et des personnages qu'il est possible de reconnaître, certaines personnes en étant cruellement blessées. La réconciliation avec Saint-Omer eu lieu en 1964 avec l'organisation du premier Festival des dames aux chapeaux verts.
Elle sait regarder avec précision, décrire minutieusement, robe après robe, chapeaux et rue, passants et voitures, année après année, habitudes de vie après habitude de vie, détails précis et surannés, donnant à lire une partie de ce que l'on voudrait savoir regarder de la vie de province, connaître ces villes fermées du Pas-de-Calais, la bourgeoisie et sa façon de contempler le peuple, vivant auprès de cette Flandre si proche, dont les mots et les gens traversent la frontière pour devenir partie intégrante de sa langue à elle et de la vie de cette région. Citons parmi les principaux : Gai ! Marions-nous ! (1927), La Route mouvante (prix Montyon 1940), Arrière-saison (1942). Plusieurs d'entre eux ont fait l'objet d'une adaptation pour le théâtre, toujours en collaboration avec Albert Acremant, qui a réalisé les illustrations de plusieurs des romans de son épouse. Albert Acremant a aussi publié en 1910 un recueil de poésie, Vers de couleur, aux éditions Grasset.
En 1970, elle publie Chapeaux gris… chapeaux verts, la suite de Ces dames aux chapeaux verts. La même année, elle reçoit le prix Alice-Louis Barthou (Académie française) pour l'ensemble de son œuvre. Paru en 1981, Hier que j'aimais est un récit autobiographique. La plupart des ouvrages de Germaine Acremant ont été publiés aux éditions Plon. Son dernier roman paraît en 1983. Aucun de ses ouvrages n'égala le succès de Ces dames au chapeaux verts. 
En 1984, une plaque commémorative est apposée à Saint-Omer à l'emplacement de sa maison natale, détruite par un bombardement le 25 juin 1944. Elle est morte le 24 août 1986 à Neuilly-sur-Seine et repose au cimetière de Clairefontaine-en-Yvelines.

## Albert Acremant
Le mari de Germaine, Albert Acremant, était le fils d'un avocat et président de l'Académie d'Arras. André Billy a rappelé que Ces dames aux chapeaux verts était le fruit de la collaboration entre les deux époux. Mais Albert, d'après lui, « mettait un zèle conjugal touchant à soutenir la réputation de la jeune romancière, le talent de sa femme étant pour lui un constant motif de fierté ». 
C'est encore Billy qui écrivait d'Acremant qu'il ne disait jamais de mal de personne, qu'il était d'une grande droiture et gentillesse, et qu'il n'avait qu'un travers, celui de la manie des calembours. Il se consacra au théâtre gai, à la comédie badine, au vaudeville.
Germaine lui survécut de plus de quarante ans.

## Œuvre

### Romans et récits
- Ces dames aux chapeaux verts (1921) - Prix Nelly Lieutier (1921)[6]
- La Hutte d'acajou (1924), illustré par Jules Joëts
- La Sarrasine (1926)
- Gai ! Marions-nous ! (1927)
- Le Carnaval d'été. Au pays de Reuzeapa (1928)
- Gertrude et mon cœur (1929)
- Une petite qui voit grand (1931)
- À l'ombre des célibataires (1932)
- Les Ailes d'argent (1933)
- L'Enfant aux cheveux gris (1934)
- Le Corsage vert pomme (1935)
- Fortune rapide (1936)
- La Route mouvante (1939) - Prix Montyon de l'Académie Française (1940, 3.000 Francs)
- Arrière-saison (1942)
- Un enfant trop riche (1944)
- Le Triomphe du printemps (1946)
- Pastorales (1948)
- Méandres (1949)
- Échec au roi (1951), illustré par A. Chazelle
- Cœur en éclats (1953)
- Les Enchanteresses (1955)
- Par petites tables (1961)
- Joie dans un ciel gris (1963)
- Chapeaux gris, chapeaux verts (1970)
- La Chambre de Charles IX (1972)
- La Grande Affaire (1975)
- Un gendarme tombé du ciel (1977)
- Colombe et son mystère (1978)
- Hier que j'aimais, (1981) (récit autobiographique, Plon, 217 pages).
- Le Monsieur de St. Josse (1983)

### Comédies d'Albert et Germaine Acremant
- Ces dames aux chapeaux verts, comédie en quatre actes, tirée du roman.
- Gai ! Marions-nous !, comédie en quatre actes, tirée du roman.
- Le Carnaval d'été, comédie en quatre actes, tirée du roman.
- Une petite qui voit grand, comédie en quatre actes, tirée du roman.
- Gertrude et mon cœur, comédie en trois actes.
- Quatre comédies en un ou deux actes : 
  - Chut ! Voilà la bonne ;
  - Deux réveillons ;
  - Mon repos ;
  - Une femme dépensière.
- Sidi Couscouss, pièce pour enfants, Théâtre Femina, Paris, 1924.

### Autres publications
- Flandre et Artois, Collection gens et pays de chez nous, Édition Jean de Gigord (1937).
- Les Trois Châteaux (1994), ouvrage posthume

## Prix et récompenses
- Prix Montyon de l'Académie française pour La Route mouvante, 1940.
- Prix Alice-Louis Barthou de l’Académie française, 1943[7].

## Sources

### Film documentaire sur Germaine Acremant
- Germaine Acremant ou 70 ans d'écriture, un film de Raoul Rossi de 1986, produit par La Manufacture d'Image dans la série Femmes – Régions – Littérature, avec la participation du ministère des Droits des femmes, Prix de la Qualité 1989, 27 minutes, K Films, Paris.

### Articles, analyses et commentaires
- Bernard Alluin, « Germaine Acremant romancière: », Nord, vol. N° 71, no 1,‎ 28 juin 2018, p. 67–76 (ISSN 0755-7884, DOI 10.3917/nord.071.0067, lire en ligne, consulté le 21 octobre 2022)
- Nord - revue de critique et de création littéraires du nord / Pas-de-Calais - no 35 de juin 2000 - Dossier Germaine Acremant - S.L.N. - 56 rue Brûle-Maison - 59000 Lille - www.revue-nord.com
  - Germaine Acremant, illustre et inconnue (Pierre Renard)
  - Ces dames aux chapeaux verts, roman sentimental ? (Yves Baudelle)
  - Arlette et la nochère, Delphine et la colinette : de la variété des langues dans quelques romans de Germaine Acremant (Jacques Landrecies)
  - Ces dames aux chapeaux verts, en noir et blanc (Paul Renard)
  - Visions de femmes chez Germaine Acremant (Janine Hache)
  - Reflets d'une époque (1924-1940) (Edith Jessu-Brenne)
  - Flandre et Artois ou travail, famille, patrie (Paul Renard)
  - "Notre nouveau roman : La Hutte d'acajou", A.C., L'illustration, 28 juin 1924.

### Sources d'informations supplémentaires
- Bibliothèque Forney (arts décoratifs, métiers d’art et techniques des métiers, beaux-arts, arts graphiques)
- Bibliothèque Marguerite Durand (Femmes et féminisme)
- Les informations publiées sur cette page ont été publiées préalablement dans les ouvrages de Germaine Acremant, notamment Hier que j'aimais.
- Fonds Acremant de la bibliothèque de l'agglomération de Saint-Omer.